# لونديل (ميزوري)
لونديل (بالإنجليزية: Lonedell)‏ هي إحدى المجتمعات الفردية (غير مصنفة) في ولاية ميزوري في الولايات المتحدة الأمريكية.